# لاک‌پشت پشت‌الماسی
لاک‌پشت پشت‌الماسی (نام علمی: Malaclemys terrapin) نام یک گونه از زیرراسته نهان‌گردن‌سانیان است. این گونه لاک‌پشت برخلاف دیگر گونه‌های این خانواده یک گونه آب لب‌شور محسوب می‌شود. این لاک‌پشت در شرق و جنوب ایالات متحده آمریکا، و در برمودا یافت می‌شود. اندازه بدن این گونه ۱۳ سانتی‌متر است اما معمولاً تا اندازه ۱۹ سانتی‌متری هم دیده شده‌است.